# Liste der Biografien/Meil
Liste der Biografien |
Portal Biografien |
Personensuche
# |
A |
B |
C |
D |
E |
F |
G |
H |
I |
J |
K |
L |
M |
N |
O |
P |
Q |
R |
S |
T |
U |
V |
W |
X |
Y |
Z |
?
 
Ma |
Mb |
Mc |
Md |
Me |
Mf |
Mg |
Mh |
Mi |
Mj |
Mk |
Ml |
Mm |
Mn |
Mo |
Mp |
Mq |
Mr |
Ms |
Mt |
Mu |
Mv |
Mw |
Mx |
My |
Mz
 
Mea–Mee |
Mef |
Meg |
Meh |
Mei |
Mej |
Mek |
Mel |
Mem |
Men |
Meo |
Mep |
Mer |
Mes |
Met |
Meu |
Mev |
Mew |
Mex |
Mey |
Mez
 
Meib |
Meic |
Meid |
Meie |
Meif |
Meig |
Meih |
Meij |
Meik |
Meil |
Meim |
Mein |
Meip |
Meir |
Meis |
Meit |
Meiu |
Meiw |
Meix |
Meiz
Die Liste der Biografien führt alle Personen auf, die in der deutschsprachigen Wikipedia einen Artikel haben. Dieses ist eine Teilliste mit 72 Einträgen von Personen, deren Namen mit den Buchstaben „Meil“ beginnt.

## Meil
- Meil, Christoph (1659–1726), Hofbildhauer in Arnstadt
- Meil, Heinrich Christoph († 1738), deutscher Bildhauer des Barock und Stadtrat in Arnstadt
- Meil, Johann Ludwig (1729–1772), deutscher Zeichner, Maler und Bildhauer
- Meil, Johann Wilhelm (1733–1805), deutscher Maler, Kupferstecher, Zeichner, Radierer und Buchillustrator

### Meila
- Meilak, Mary (1905–1975), maltesische Dichterin
- Meilan, Hans († 1675), Hamburger Handelsgärtner
- Meiland, Jakob (1542–1577), deutscher Komponist
- Meiland, Martien (* 1961), niederländischer Möbelhändler, Reality-Show-Teilnehmer und Fernsehmoderator
- Meilanowa, Unejisat Asisowna (1924–2001), sowjetisch-russische Linguistin und Hochschullehrerin

### Meilc
- Meilchen, Peter (1948–2008), deutscher Maler, Grafiker, Fotograf und Autor

### Meile
- Meile, Alexander (* 1983), deutscher Schauspieler
- Meile, Josephus (1891–1957), Schweizer Geistlicher, römisch-katholischer Bischof im Bistum St. Gallen
- Meile, Wilhelm (1886–1973), Schweizer Ökonom und Politiker
- Meilen, Bill (1932–2006), britischer Schauspieler, Drehbuchautor und Filmproduzent
- Meiler FitzHenry († 1220), cambro-normannischer Adliger und Justitiar von Irland
- Meiler, Jens (* 1974), deutscher Chemiker
- Meiler, Karl (1949–2014), deutscher Tennisspieler und -trainer
- Meiler, Lukas (* 1995), deutscher Radrennfahrer
- Meiler, Simona (* 1989), Schweizer Snowboarderin

### Meilh
- Meilhac, Henri (1831–1897), französischer Bühnenschriftsteller
- Meilhamer, Hanns (* 1951), deutscher Kabarettist und SchauspielerHanns Meilhamer (* 1951)

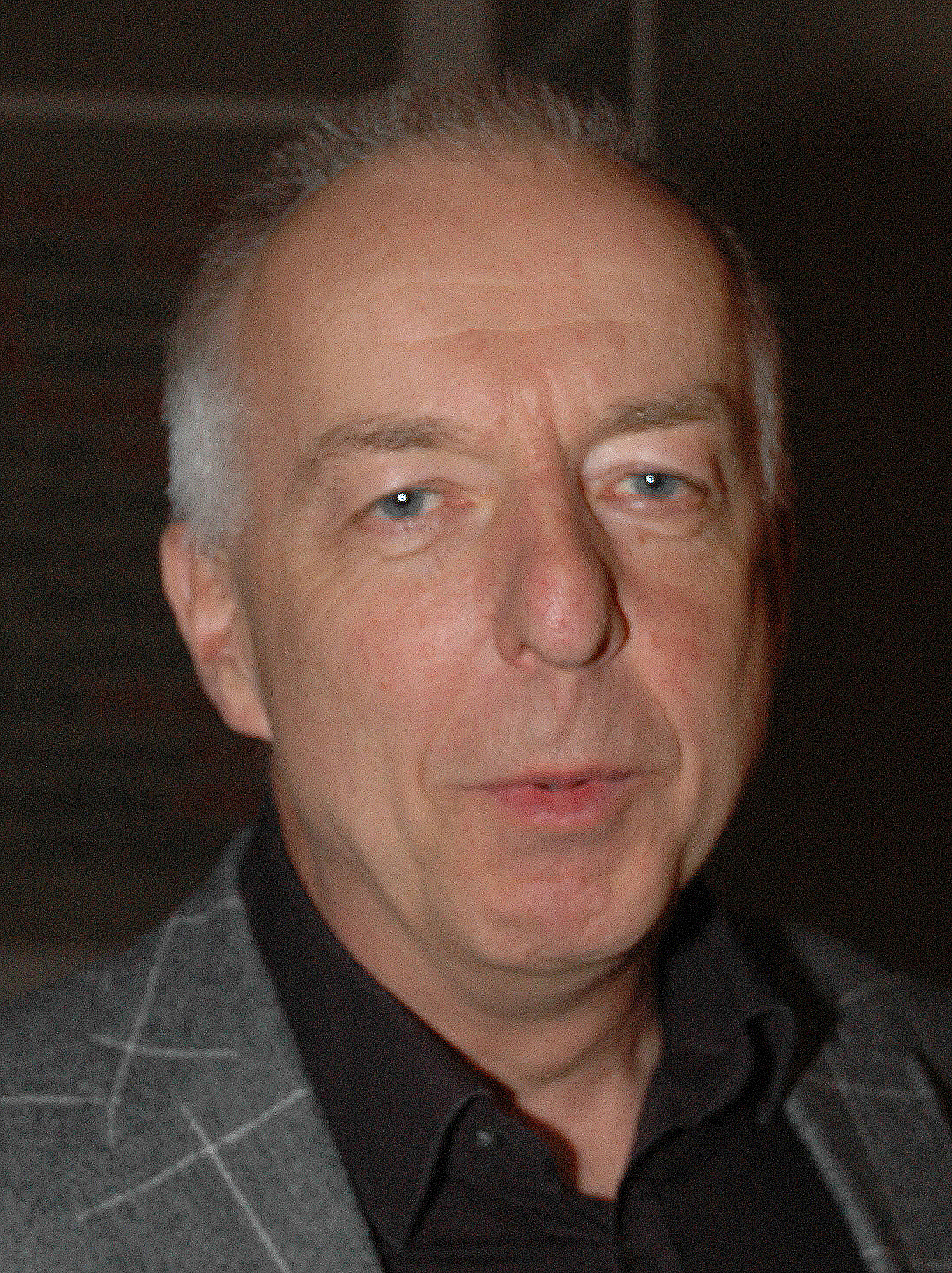
Hanns Meilhamer (* 1951)

- Meilhat, Paul (* 1982), französischer Segelsportler
- Meilhaus, Valentin, deutscher Kaufmann

### Meili
- Meili, Armin (1892–1981), Schweizer Architekt und Politiker
- Meili, Christoph (* 1968), Schweizer Whistleblower
- Meili, Daniel (* 1956), Schweizer Psychiater
- Meili, Denise (* 1977), Schweizer Schauspielerin
- Meili, Ernst (1913–2006), Schweizer Physiker und Unternehmer
- Meili, Friedrich (1848–1914), Schweizer Rechtswissenschaftler
- Meili, Gaudenz (* 1937), Schweizer Filmregisseur und Produzent
- Meili, Heinrich Rudolf (1827–1882), Schweizer Bildhauer
- Meili, Isabel (* 1986), Schweizer Schauspielerin und Kabarettistin
- Meili, Jakob (1872–1960), Aargauer Politiker
- Meili, Katie (* 1991), US-amerikanische Schwimmerin
- Meili, Launi (* 1963), US-amerikanische Sportschützin
- Meili, Lukas (* 1992), Schweizer Eishockeytorhüter
- Meili, Marcel (1953–2019), Schweizer Architekt
- Meili, Martin (* 1952), Schweizer Allgemeinmediziner
- Meili, Max (* 1946), Schweizer Fussballspieler
- Meili, Richard (1900–1991), Schweizer Psychologe
- Meili-Dworetzki, Gertrud (1912–1995), Schweizer Psychologin
- Meili-Wapf, Heinrich (1860–1927), Schweizer Architekt
- Meilick, Werner (1924–2004), deutscher SED-Funktionär, Vorsitzender der BPKK Frankfurt (Oder)
- Meilier, Brigitta Klaas (* 1947), deutsche Schriftstellerin, Lyrikerin und Verlegerin
- Meiling, Marc (* 1962), deutscher Judoka
- Meiling, Ralph (* 1963), deutscher Fotograf, Videokünstler und Regisseur
- Meilinger, Andreas Florian (1763–1837), deutscher Philosoph und Benediktinermönch
- Meilinger, Marco (* 1991), österreichischer Fußballspieler
- Meilinger, Melanie (* 1991), österreichische Freestyle-Skierin
- Meilinger, Thaddäus (* 1982), deutscher Schauspieler und Synchronsprecher
- Meilir, Rhodri (* 1978), walisischer Schauspieler
- Meilius, Kazimieras (1958–2017), litauischer Kirchenrechtler, Professor der Mykolas-Romer-Universität und Priester

### Meill
- Meilland, Francis (1912–1958), französischer Rosenzüchter
- Meilland, Marie-Louise (1920–1987), französische Rosenzüchterin
- Meillard, Loïc (* 1996), Schweizer SkirennläuferLoïc Meillard (* 1996)

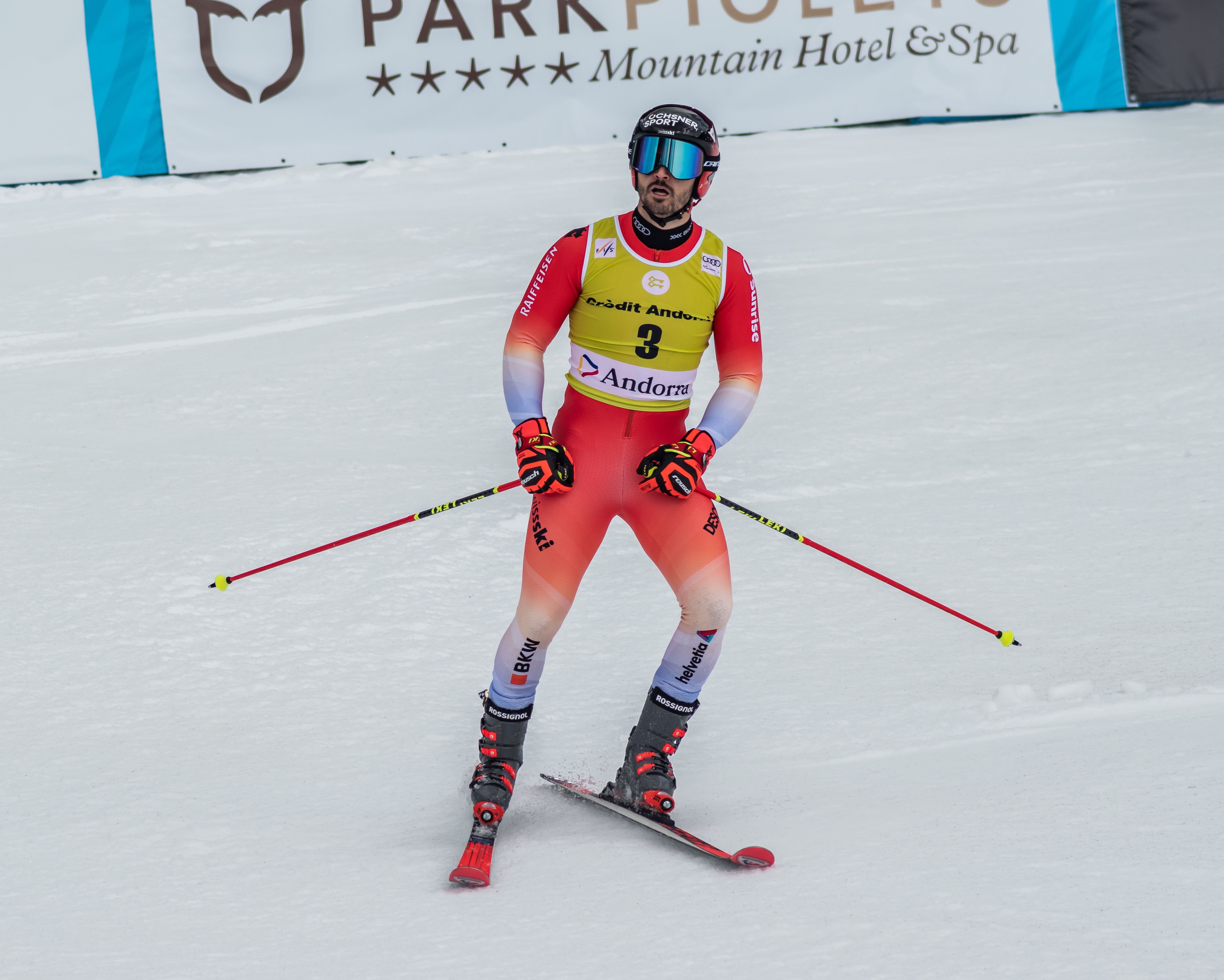
Loïc Meillard (* 1996)

- Meillard, Mélanie (* 1998), Schweizer Skirennläuferin
- Meillassoux, Claude (1925–2005), französischer Anthropologe und Wirtschaftsethnologe
- Meillassoux, Quentin (* 1967), französischer Philosoph
- Meiller, Andreas von (1812–1871), österreichischer Archivar und Historiker
- Meiller, Anselm (1678–1761), deutscher Historiograph, Benediktiner, Abt des Klosters Ensdorf
- Meiller, Franz (* 1961), deutscher Unternehmer, Fotograf, Schauspieler und Filmproduzent
- Meilleroux, Ophélie (* 1984), französische Fußballspielerin und -trainerin
- Meillet, Antoine (1866–1936), französischer Sprachwissenschaftler
- Meilleur, Jens (* 1993), kanadischer Eishockeyspieler
- Meilleur, Marie-Louise (1880–1998), kanadische Altersrekordlerin
- Meilleur, Vincent (* 1974), französischer Skibergsteiger
- Meillon, John (1934–1989), australischer Schauspieler

### Meilo
- Meilof, Johannes, deutscher Jurist, Professor an der Universität Greifswald

### Meilt
- Meiltz, Eugène (* 1969), rumänischer Schriftsteller

### Meilu
- Meiluawati (* 1975), indonesische Badmintonspielerin, später für die USA startend
- Meilūnas, Egidijus (* 1964), litauischer Diplomat und Politiker
- Meilutytė, Rūta (* 1997), litauische Schwimmerin